# Дмитрієва Анна Володимирівна
Анна Володимирівна Дмитрієва (16 грудня 1940 або 10 грудня 1940, Москва — 24 червня 2024, там само) — радянська тенісистка, радянська і російська спортивна журналістка, коментаторка. Лауреатка премії «Золотий мікрофон» в номінації «Найкращий спортивний коментатор». Заслужений працівник культури Російської Федерації (2007). Заслужений майстер спорту СРСР, 18-кратна чемпіонка СРСР в одиночному, жіночому парному і змішаному парному розрядах.

## Походження
Донька головного художника МХАТу Володимира Володимировича Дмитрієва та актриси Марини Пастухової-Дмитрієвої. Хрещена мати — Ольга Кніппер-Чехова. Батько помер, коли Ані було сім років. Мати вдруге одружилася з композитором Кирилом Молчановим. У шлюбі народився син Володимир (1950), майбутній відомий телеведучий.
Народилася рівно через 9 місяців після смерті письменника Михайла Булгакова (10 березня → 10 грудня 1940 року). Тяжкохворий Булгаков незадовго до своєї смерті сказав матері Анни: «Ось помру, і моя душа переселиться в вашу дитину», хоча мати Анни тоді ще не була вагітна.
Анна Дмитрієва росла серед театральної еліти. Була знайома з багатьма відомими письменниками — Олександром Солженіциним, Іраклієм Андроніковим, Корнієм Чуковським, Веніаміном Каверіним. Знала вдову Колчака Ганну Тімірьову. З другим чоловіком її познайомив перший чоловік.

## Спортивна кар'єра
У 1953 році, за порадою провідної радянської тенісистки 1930-х Ніни Теплякової, Аню віддали в тенісну секцію спорттовариства «Динамо». Її першими тренерками стали Ніна Миколаївна Лео і сама Теплякова. Незабаром вона стала чемпіонкою Москви серед юніорів в команді, а на наступний рік і в індивідуальному заліку.
З 16 років їй дозволили виступати у дорослих турнірах, і вже в 1956 році вона стає чемпіонкою Москви в жіночому парному і змішаному парному розрядах, а в 1957 році і в одиночному розряді.
У 1957 році вона виграла Всесоюзну спартакіаду школярів в парному розряді і отримує звання майстра спорту СРСР. Була комсомолкою.
Після вступу СРСР у 1958 році в Міжнародну федерацію тенісу (ITF) Дмитрієву включають до складу першої радянської делегації на Вімблдонському турнірі, де вона доходить до фіналу змагань серед дівчат в одиночному розряді.
Надалі Анна Дмитрієва стає п'ятикратною чемпіонкою СРСР в одиночному розряді (1959, 1961—1964), дев'ятикратною в жіночому парному розряді і чотирикратної в змішаному парному розряді. Чотири рази (в 1959, 1961, 1962 і 1964) вона стає абсолютною чемпіонкою СРСР, стала першою у всіх трьох видах програми. Вона також багаторазова переможниця інших всесоюзних турнірів. З 1959 по 1972 рік Дмитрієва постійно входить в десятку найсильніших тенісисток СРСР.
Супроводжував Дмитрієву успіх і на міжнародних змаганнях. Вона ставала переможницею відкритих першостей Чехословаччини (1962, абсолютна чемпіонка), Угорщини (1962, одиночний і жіночий парний розряд), Уганди (1963, абсолютна першість), Скандинавії (1965, в парному розряді), Югославії (1966, одиночний розряд). На її рахунку перемоги в міжнародних турнірах в Лондоні (1963, в парах, на кортах клубу Queen's Club), Алжирі (1964), Каїрі (1965) і Олександрії (1968). Дмитрієва є абсолютною чемпіонкою Ігор країн, що розвиваються (GANEFO) 1963 року в Джакарті.
Досить успішно вона виступала і на найпрестижніших міжнародних турнірах. У 1960 і 1967 роках вона дійшла до чвертьфіналу турніру Вімблдону в парах, а в 1963 році вони з Джуді Тегарт поступилися тільки в півфіналі майбутнім переможницям турніру Буено і Гард. В одиночному розряді її кращим досягненням став вихід в 1/8 фіналу в 1960 році, а в 1965 році вона перемогла на турнірі Wimbledon Plate, в якому традиційно беруть участь гравці, які вибули з боротьби в основній сітці турніру Вімблдону в першому і другому колі. У 1967 році в парі з Олександром Метревелі вона провела у чвертьфіналі найдовший в історії турніру матч в змішаному парному розряді проти Марії Буено і Кена Флетчера, що завершився з рахунком 8-6, 5-7, 14-16. У 1968 році вона дійшла до чвертьфіналу чемпіонату Франції в парі з Галиною Бакшєєвою ; за рік до цього в одиночному розряді її зупинила в 1/8 фіналу майбутня чемпіонка Франсуаза Дюрр, а в змішаному парному розряді з Олександром Метревелі вони дійшли до півфіналу. У чемпіонаті США (згодом Відкритий чемпіонат США) 1962 вона вийшла в четверте коло, де також програла майбутній чемпіонці Маргарет Сміт. У 1968 році вона провела п'ять ігор за збірну СРСР в Кубку Федерації, здобувши три перемоги й потім двічі програвши у чвертьфінальному матчі зі збірною Великої Британії.
У 1964 році Анні Дмитрієвій, в той момент займала третю сходинку в списку найсильніших тенісисток Європи, було присвоєно звання заслуженого майстра спорту СРСР. Після закінчення активної тенісної кар'єри в 1969—1973 роках вона працює тренером в спорттовариства «Динамо». З 1986 по 1991 рік в Москві проводяться змагання на призи Анни Дмитрієвої. З 1997 року вона очолює Міжнародний лаун-тенісного клубу Росії (МЛТКР). У 2004 році вона була внесена до списків Залу російської тенісної слави.
У 1972 році в Москві в серії «Спорт і особистість» вийшла книга Анни Дмитрієвої «Грай в свою гру».

## Кар'єра в журналістиці
Одночасно з участю в тенісних змаганнях Анна Дмитрієва вчилася на французькому відділенні філологічного факультету МДУ і закінчила його в 1966 році. Однак після закінчення спортивної кар'єри вона йде не в філологію, а в журналістику, з 1975 року працюючи в якості спортивної коментаторки. Стати спортивною коментаторкою їй побічно допоміг відомий журналіст Юрій Рост. За його порадою в Наприкінці 1974 року його пішла працювати в головну редакцію спортивних програм Держтелерадіо СРСР, яку в той час очолював Олександр Іваницький. У грудні 1975 року була ухвалена на посаду молодшої редакторки. Спочатку працювала тільки на радіо, пізніше — на ТВ. Перший прямий ефір провела в середині літа 1975 року народження, коментуючи матч чемпіонату СРСР з бадмінтону. У тому ж році зробила оглядову телевізійну передачу з великого тенісу. Це був перший матеріал на радянському телебаченні про Вімблдонський турнір. У 1976 році вже регулярно виступала як коментаторка, вела новини спорту в телевізійній програмі «Час». У 1989—1991 роках разом з Сергієм Ческідовим вела програму «Арена». Багато років працювала на Держтелерадіо СРСР, потім, з 1991 року, на російському телебаченні (ВГТРК, РТР), куди перейшла в складі ще частини колишніх співробітників ЦТ СРСР.
Пізніше, в 1993 році перейшла на роботу на телеканал НТВ. Була авторкою і ведучою програми «Теніс опівночі з Анною Дмитрієвої», а також беззмінною коментаторкою трансляцій тенісних турнірів на НТВ і «НТВ-Плюс». Кілька разів на позаштатній основі працювала коментаторкою на ТБ-6 (потім ТВС) і «Первом канале». З листопада 1996 по листопад 2004 року — заступниця керівника, художня керівниця каналу «НТВ-Плюс Спорт». З листопада 2004 по серпень 2010 очолювала дирекцію спортивних каналів ВАТ «НТВ-Плюс», змінивши на цій посаді померлого Олексія Буркова.
З листопада 2015 року працює тенісною коментаторкою в штаті телеканалу «Матч ТВ». У травні 2016 року за власною ініціативою перейшла з «Матч ТВ» на телеканал Eurosport через майже повну відсутність в ефірі «Матчу» тенісних трансляцій. При цьому Дмитрієва продовжує числитися в штаті субхолдингу «Матч».
Анна Дмитрієва вела в 1995 — 1999 роках ексклюзивні репортажі з Вімблдонського турніру в парі з Олександром Метревелі. У 1997 році вона була удостоєна Російської національної премії «Золотий мікрофон» як найкращий спортивний коментатор російського телебачення. З 2004 року Дмитрієва є членом Академії російського телебачення. У 2008 році вона була нагороджена премією «Телегранд».

## Нагороди та звання
- Заслужений працівник культури Російської Федерації (11 вересня 2007 року) — за заслуги в області культури, друку, телерадіомовлення і багаторічну плідну роботу[31].
- Заслужений майстер спорту СРСР.

## Родина
Перший чоловік Ганни Дмитрієвої — Михайло Толстой, онук письменника О. М. Толстого; другий чоловік — Дмитро Чуковський, онук письменника К. І. Чуковського. Онук Анни Дмитрієвої Андрій одружений з колишньою плавчинею, призеркою Олімпійських ігор Станіславою Комаровою.